# 马克斯·埃曼努埃尔 (巴伐利亚)
马克西米利安·埃曼努埃尔·路德维希·玛利亚（Maximilian Emanuel Ludwig Maria，1937年1月21日—），简称巴伐利亚的马克斯，巴伐利亚王子，巴伐利亞的公爵（Herzog in Bayern），已被废黜的巴伐利亞王國王室后裔，巴伐利亚王位第一顺位继承人。
马克斯1937年出生于慕尼黑，巴伐利亚王位继承人阿尔布雷希特与第一任妻子玛利亚·德拉什科维奇·冯·特拉科什乾的次子，巴伐利亚末王路德维希三世的曾孙。他出生时并没有得到“巴伐利亚王子”的头衔，因为他父母的婚姻不符合巴伐利亚王室法律，1941年他的祖父鲁普雷希特修改了王位继承法，将此次婚姻合法化，他才得到“巴伐利亚王子”的称号。
1965年3月18日，马克斯被巴伐利亚的公爵路德维希·威廉 （1884年-1968年）收为养子。路德维希·威廉的祖先是维特尔斯巴赫家族的幼支，普法尔茨-茨魏布吕肯-比肯费尔德-格伦豪森支的后裔。同年11月5日路德维希·威廉去世，没有子嗣，他继位成为巴伐利亚的公爵。1967年马克斯与瑞典贵族伊莉莎白·道格拉斯女伯爵结婚，婚后有五个女儿：
- 长女索非亚（Sophie Elizabeth Marie Gabrielle，1967年10月28日生），1993年与列支敦斯登的阿洛伊斯王储结婚。
- 次女玛利亚·卡罗琳娜（Marie Caroline Hedwig Eleonore，1969年生），1991年与符腾堡的菲利普公爵结婚。
- 三女海伦娜（Helene Eugenie Maria Donatha Mechthild，1972年生）
- 四女伊莉莎白（Elisabeth Marie Christine Franziska，1973年生），2004年与丹尼尔·特尔贝格尔结婚。
- 五女玛利亚·安娜（Maria Anna Henriette Gabrielle Julie）

马克斯现与妻子居住在慕尼黑附近的维尔登瓦尔特城堡。